# Sengai Aaliyan

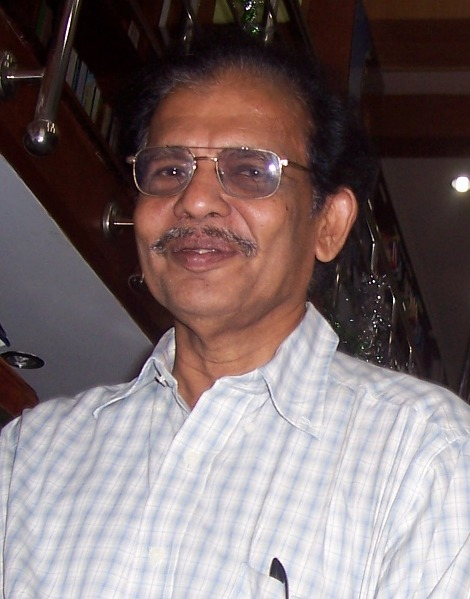
Sengai Aaliyan

Sengai Aaliyan (eigentlich Kanthaia Kunarasa; * 25. Januar 1941 in Jaffna; † 28. Februar 2016) war ein tamilischer Schriftsteller aus Sri Lanka. Er diente auch als Registrar der Universität von Jaffna.

## Leben
Kunarasa wurde 1941 in Jaffna geboren. Er studierte an der Universität von Peradeniya und erhielt später seinen Doktortitel in der Geographie (Bodennutzung und Siedlungen) von der Universität Jaffna. Er war nicht nur ein produktiver Autor, sondern auch ein bekannter Kritiker in der literarischen Welt. Er hat mehr als 30 Romane und drei Werke im Bereich der fiktiven Geschichte geschrieben. Kunarasa erhielt mehr als sechs Mal von der Sahithiya Mandala Auszeichnungen für seine Romane und Kurzgeschichten. Einige seiner Erzählungen wurden übersetzt und veröffentlicht in der singhalesischen Wochenzeitungen wie Silumina, Vivarana, Ravaya etc. Einer seiner Romane, Yanai, wurde unter dem Titel The Beast ins Englische übersetzt.

## Werke

### Drehbücher
| Titel                                          | Typ            | Bedeutung auf Englisch           |
| ---------------------------------------------- | -------------- | -------------------------------- |
| Nanthikadal                                    | Legende        | Sea of Bull                      |
| Aachi Payanam Pogiral                          | Komödie        | Grandma is on a Trip             |
| Akkinikunju                                    | Kurzgeschichte | Firebird                         |
| Theemtharikitathom                             | Roman          |                                  |
| Yalpanathu Rathirigal                          | Kurzgeschichte | Nights in Jaffna                 |
| Vadaikkattu                                    | Roman          | The Dry Wind                     |
| Iravinmudivu                                   | Roman          | The End of a Night               |
| Piralayam                                      | Roman          | The Tragedy                      |
| Kataru                                         | Roman          | The Flood                        |
| Kanavugal Katpanaigal Aasaigal                 | Roman          | Dreams and Desires               |
| Gangai karai oram                              | Roman          | At the Riverbank                 |
| Alaikadalthan Oyatho                           | Roman          | Will the Sea Calm Down?          |
| Chithrapournami                                | Kurzgeschichte | Full Moon                        |
| Muttathu Ottaipanai                            | Roman          | Palmyra at the Entrance          |
| Ithayame amaithikol                            | Kurzgeschichte | Calm Down my Dear Mind           |
| Yanai                                          | Roman          | The Beast                        |
| Malaiyil nanainthu Veyilil kainthu             | Roman          | Ccaught in the Sunlight and Rain |
| Malaikaalam                                    | Roman          | The Rainy Season                 |
| Mannin thagam                                  | Roman          | Thirst of the Land               |
| Kanthavel kottam                               | Legende        | Lord Muruga's Kingdom            |
| Janmaboomi                                     | Roman          | The Motherland                   |
| Yagakundam                                     | Roman          |                                  |
| Aaru kal madam                                 | Roman          | The Lodge                        |
| Kiduguveli                                     | Roman          | The Fence                        |
| O! Antha alagiya palaya ulagam                 | Roman          | Oh! that nice old days           |
| Koththiyin Kathal                              | Komödie        | The Love of Koththi              |
| Katil kalakum perumoochugal                    | Roman          | The Breath                       |
| Orumaiya vattangal                             | Roman          | Circles of One Centre            |
| Kadal kottai                                   | Legende        | The Fort in the Sea              |
| Kuveni                                         | Legende        | Kuveni The Yaksha Princes        |
| Kavodai                                        | Roman          |                                  |
| Pootha theevu puthirgal                        | Roman          | Mysterious Island                |
| Iravu nera payanigal                           | Kurzgeschichte | Night Time Travellers            |
| Kolumbu Lodge                                  | Roman          | The Colombo Lodge                |
| Maranangal malintha boomi                      | Roman          | The Land of Deaths               |
| Pore nee po                                    | Roman          | War Go Away!                     |
| Vanum kanal soriyum                            | Roman          | Fire From the Sky                |
| Koodillatha natthaigalum Odillatha aamaaigalum | Kurzgeschichte |                                  |
| Sambavi                                        | Kurzgeschichte | Sambavi                          |

## Historische und zeitgemäße Werke
| Titel                       | Bedeutung auf Englisch  |
| Nallai nagar nool           | The book of Nallur      |
| Eelaththavar varalaru       | History of Eelam people |
| Yalpana kottai varalaru     | History of Jaffna fort  |
| 24 mani neram               | 24 hours                |
| 12 mani neram               | 12 hours                |
| Meendum Yalpanam Erigirathu | Jaffna is burning again |
| Thamilar thesam             | The Tamil Nation        |

### Sonstige
| Titel                           | Bedeutung auf Englisch                  |
| Marumalarchi sirukathaigal      | Short stories of Marumalarchi           |
| Eelakeasari sirukathaigal       | Short stories from Eelakeasari magazine |
| Muniyappathasan sirukathaigal   | Short stories by Muniyappathasan        |
| Sambanthar sirukathaigal        | Short stories by Sambanthar             |
| Cartoon Ulagil naan by S.Sundar | Biography                               |
| Eelathu munnodi sirukataigal    | Leading Short stories of Eelam          |
| Mallikai sirukathaigal          | Short stories from Mallikai magazine    |